# Арахтей
Арахтей — река в России, протекает по Вагайскому району Тюменской области. Устье реки находится в 180 км по правому берегу реки Ашлык. Длина реки составляет 19 км. Высота устья — 66 м над уровнем моря.

## Данные водного реестра
По данным государственного водного реестра России относится к Иртышскому бассейновому округу, водохозяйственный участок реки — Иртыш от впадения реки Ишим до впадения реки Тобол, речной подбассейн реки — бассейны притоков Иртыша от Ишима до Тобола. Речной бассейн реки — Иртыш.
Код объекта в государственном водном реестре — 14010400112115300012885.